# Crocidura dhofarensis
Crocidura dhofarensis és una espècie de mamífer pertanyent a la família de les musaranyes (Soricidae). que es troba a Oman.